# Blang Ara (Bukit)
Blang Ara is een bestuurslaag in het regentschap Bener Meriah van de provincie Atjeh, Indonesië. Blang Ara telt 193 inwoners (volkstelling 2010).